# Chapelle Notre-Dame de Pitié de Cadeilhan
Pour les articles homonymes, voir chapelle Notre-Dame.
La chapelle Notre-Dame de Pitié de Cadeilhan est un édifice religieux catholique située à Cadeilhan-Trachère, en France.

## Localisation
La chapelle est située dans le département français des Hautes-Pyrénées, en Vallée d'Aure, au nord du village de Cadeilhan-Trachère.

## Historique
La chapelle aurait été fondée en 1654 lorsque la peste se répandit dans les vallées pyrénéennes.

Elle fut entièrement reconstruite entre 1909 et 1910 à l’initiative du curé de Vignec.

## Architecture
La chapelle est composée d’une nef unique prolongée d’une abside semi circulaire doté d’une fausse voûte en cul-de-four.

## Mobilier
La chapelle est ornée de peintures murales représentent des scènes de la fondation de la chapelle.

## Galerie de photos

Sélection de vues de la chapelle
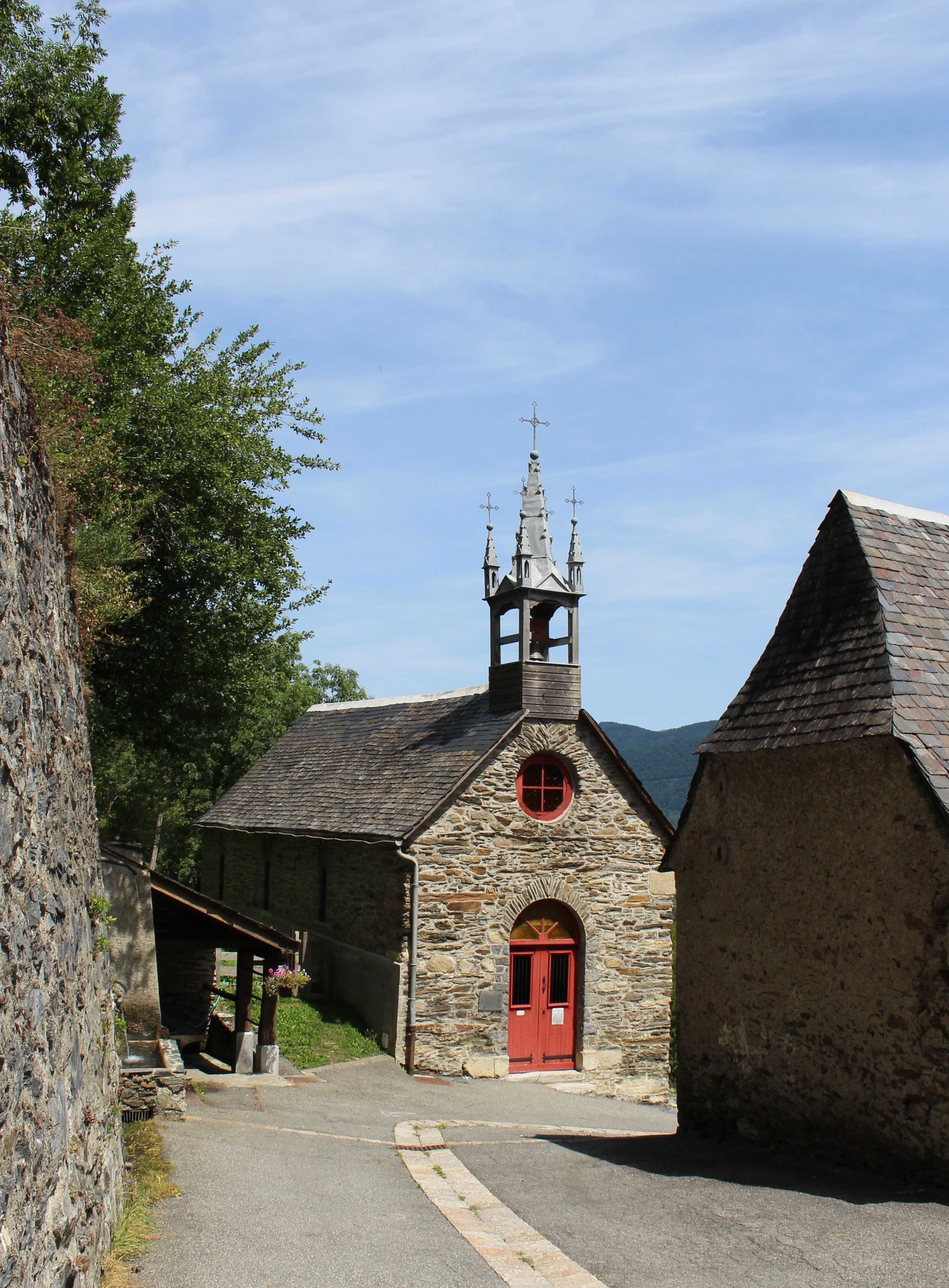
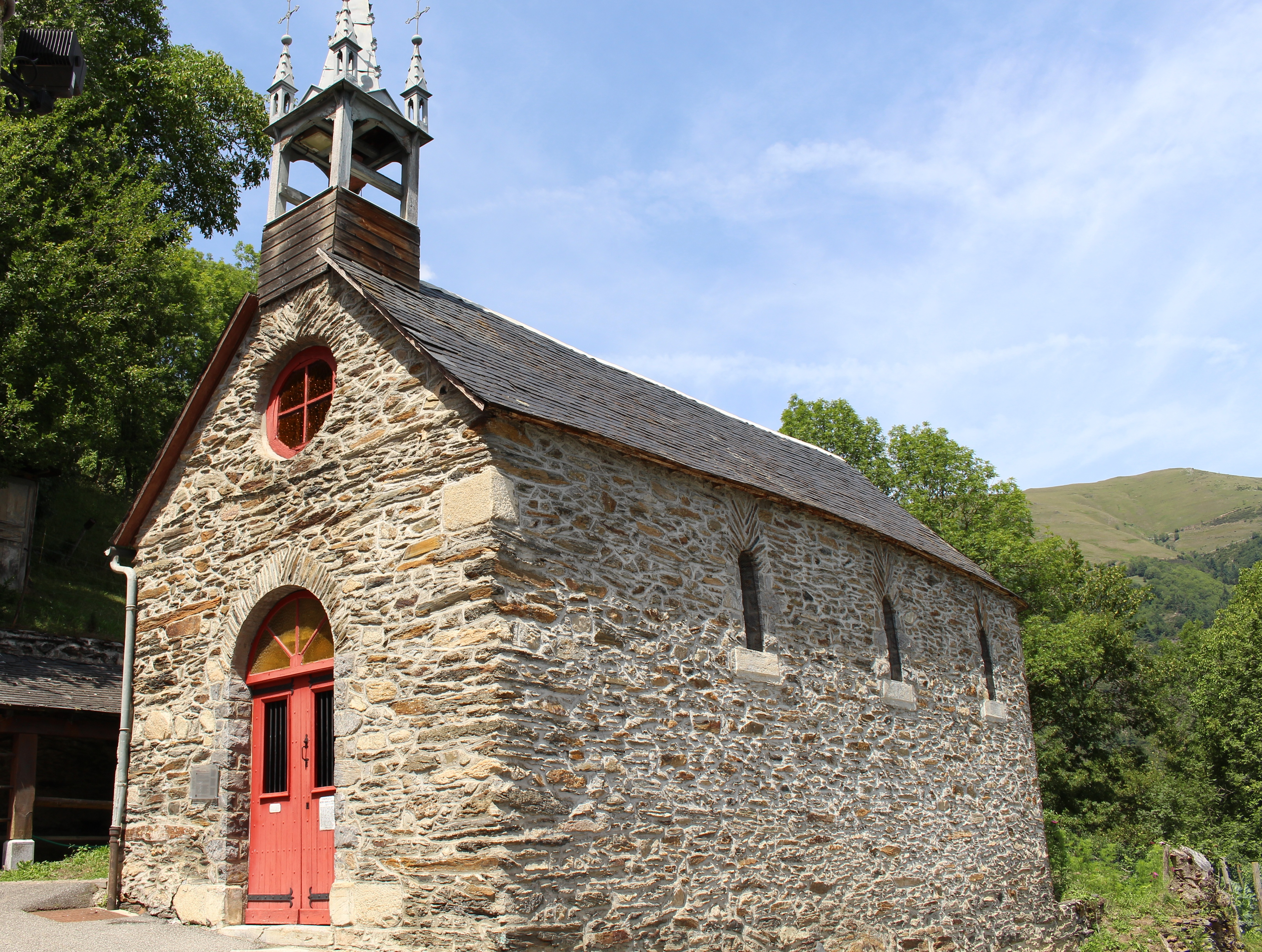
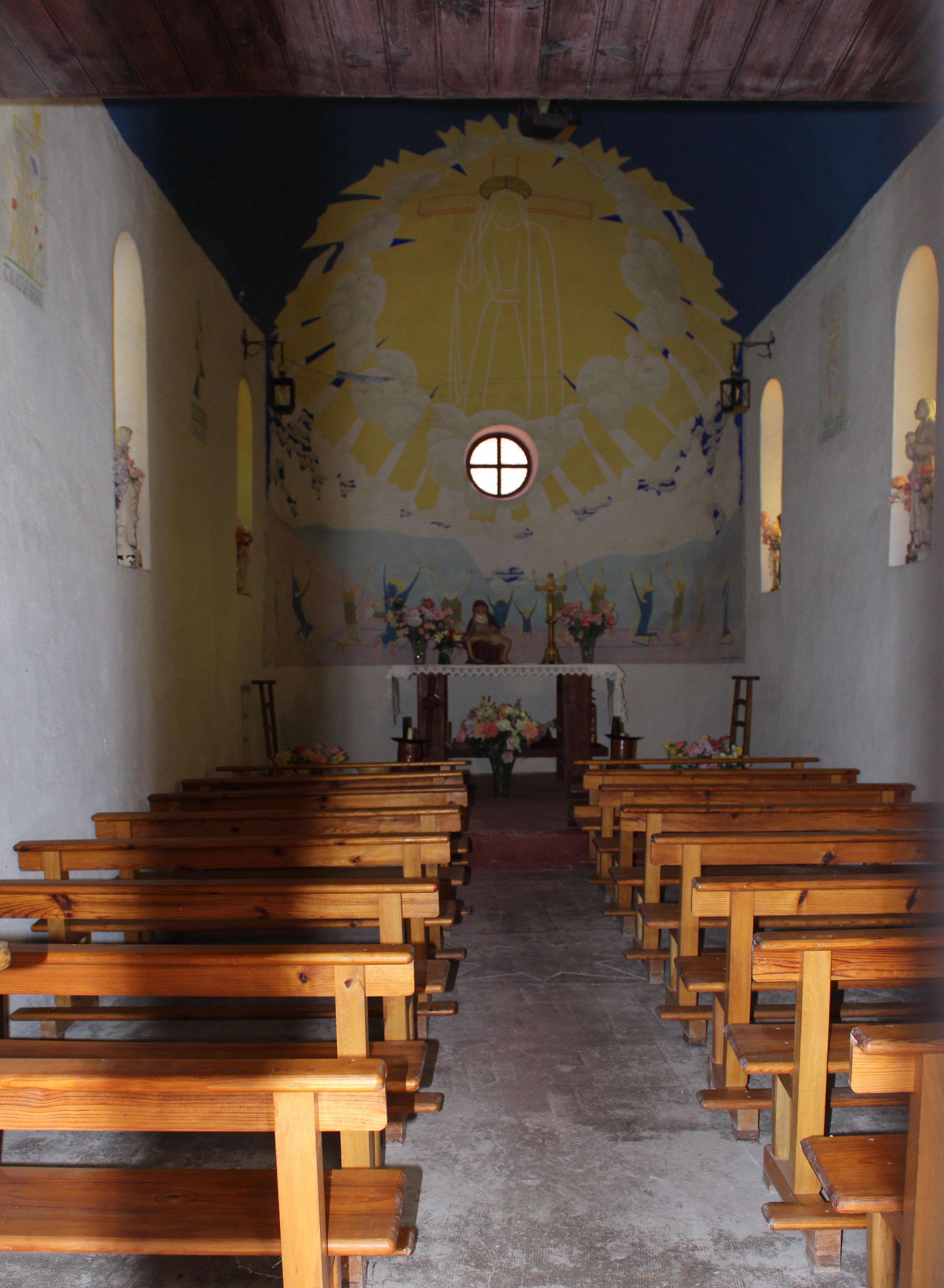
L’intérieur.
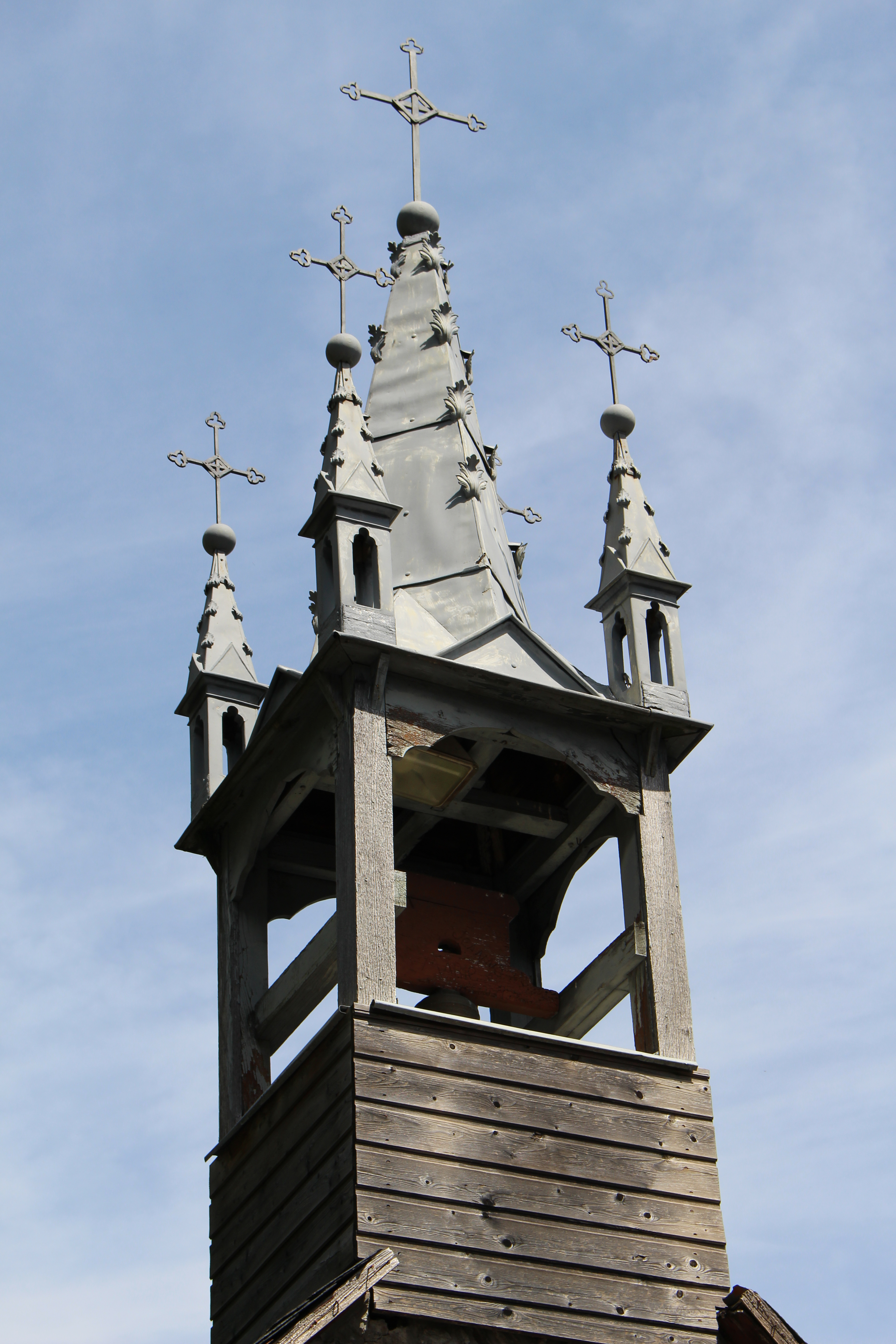
Le clocheton.